# Halban, Idlib
Halban, Idlib (tiếng Ả Rập: حلبان) là một ngôi làng Syria nằm ở Sinjar Nahiyah ở huyện Maarrat al-Nu'man, Idlib. Theo Cục Thống kê Trung ương Syria (CBS), Halban, Idlib có dân số 530 trong cuộc điều tra dân số năm 2004.